# Sipeng (sockenhuvudort i Kina, Jilin Sheng, lat 41,86, long 125,57)
Sipeng är en sockenhuvudort i Kina. Den ligger i provinsen Jilin, i den nordöstra delen av landet, omkring 230 kilometer söder om provinshuvudstaden Changchun. Antalet invånare är 8 039. Befolkningen består av 3 893 kvinnor och 4 146 män. Barn under 15 år utgör 12,0 %, vuxna 15-64 år 79 %, och äldre över 65 år 7,0 %.
Runt Sipeng är det ganska tätbefolkat, med 67 invånare per kvadratkilometer. Närmaste större samhälle är Ying'ebu, 14,7 km söder om Sipeng. Omgivningarna runt Sipeng är en mosaik av jordbruksmark och naturlig växtlighet.
Genomsnittlig årsnederbörd är 1 154 millimeter. Den regnigaste månaden är juli, med i genomsnitt 321 mm nederbörd, och den torraste är januari, med 9 mm nederbörd.